# Fontenille-Saint-Martin-d'Entraigues
Fontenille-Saint-Martin-d'Entraigues è un comune francese di 589 abitanti situato nel dipartimento delle Deux-Sèvres nella regione della Nuova Aquitania.

## Società

### Evoluzione demografica
Abitanti censiti